# 佩莱扎诺
佩莱扎诺（義大利語：Pellezzano），是意大利萨莱诺省的一个市镇。总面积13平方公里，人口10889人，人口密度837.6人/平方公里（2009年）。ISTAT代码为065090。